# Timsahsee
Der Timsahsee (arabisch بحيرة التمساح, DMG Buḥairat at-Timsāḥ) ist ein See ungefähr in der Mitte des Isthmus von Sues in Ägypten. Der Name bedeutet „Krokodilsee“. Er liegt heute am Sueskanal, an dessen Ufer anlässlich des Baus des Kanals die Stadt Ismailia angelegt wurde, die Sitz der Suez Canal Authority ist.

## Beschreibung
Vor dem Bau des Sueskanals war der Timsahsee einer der flachen Brackwasserseen im Isthmus. Seit dem Bau des Sueskanals erhält er einerseits Meerwasser aus dem Kanal, andererseits das aus dem Ismailia-Kanal abfließende Süßwasser.
Im Jahr 1870 wurde die Tiefe des Timsahsees in der Fahrrinne mit 22 Fuß angegeben.
Die Stadt Ismailia erstreckt sich heute über die westliche Seite des Sees, wobei am südwestlichen Ufer eine Reihe von Stränden angelegt wurden. Die Ostseite besteht aus dem Sueskanal bzw. dem zur Vergrößerung des Kurvenradius gegrabenen Ausweichkanal.

## Geschichte
Bis zum Bau des Assuan-Staudamms 1966, der die Nilschwemme verhinderte, erreichten die Nilfluten immer wieder den Timsahsee durch das Wadi Tumilat, das vom Nildelta direkt auf ihn zuführt.
Ab 1967 saß mit Beginn des Sechs-Tage-Krieges der amerikanische Tanker Observer für mehrere Jahre auf dem See fest (siehe Gelbe Flotte).